# Pablo José Rojas
Pablo Rojas (Apartadó, Antioquia, Colombia, 23 de septiembre de 1991) es un futbolista colombiano. Juega de delantero y actualmente milita en el Jaguares de Córdoba de la Categoría Primera A de Colombia.

## Trayectoria

### Real Santander
Más conocido en el ambiente futbolero de la ciudad bonita como “Pablito”, por haber hecho parte de una selección Santander de la categoría infantil, con la que salió subcampeón, siendo técnico Víctor Hugo González.

### Atlético Bucaramanga
El jugador salió del Real Santander para el cuadro bumangués, donde militó el primer semestre del torneo local de segunda división, siendo una de las estrellas principales de esta escuadra, contribuyó al ascenso a la máxima categoría del fútbol profesional colombiano destacándose varias veces como figura.

### Uniautónoma
Para el 2015 en el segundo semestre lo contrato los "universitarios" por un valor de 500 millones de pesos, no tardó mucho para demostrar por qué lo compraron y anotar goles.

### Santa Fe
El 20 de diciembre de 2015 se anunció su incorporación al equipo bogotano Independiente Santa Fe donde no tuvo continuidad durante el 2016.

### Jaguares de Córdoba
El 26 de junio de 2017 se hace oficial su traspaso al club cordobés Jaguares de Córdoba, donde volvió a resaltar como figura, haciéndose un lugar de privilegio en el equipo, asistiendo y siendo su máximo artillero en el segundo semestre del equipo

## Estadísticas
| Club                            | Div.          | Temporada     | Liga  | Liga  | Copa Nacional | Copa Nacional | Copa Internacional | Copa Internacional | Total | Total |
| Club                            | Div.          | Temporada     | Part. | Goles | Part.         | Goles         | Part.              | Goles              | Part. | Goles |
| ------------------------------- | ------------- | ------------- | ----- | ----- | ------------- | ------------- | ------------------ | ------------------ | ----- | ----- |
| Real Santander · Colombia       |               |               |       |       |               |               |                    |                    |       |       |
| 2.ª                             | 2013          | 14            | 0     | -     | -             | -             | -                  | 14                 | 0     |       |
| 2.ª                             | 2014          | 33            | 8     | 4     | 4             | -             | -                  | 37                 | 12    |       |
| Total club                      | Total club    | 37            | 8     | 4     | 4             | 0             | 0                  | 51                 | 12    |       |
| Atlético Bucaramanga · Colombia |               |               |       |       |               |               |                    |                    |       |       |
| 2.ª                             | 2015          | 17            | 3     | 6     | 1             | -             | -                  | 23                 | 4     |       |
| 1.ª                             | 2016          | 18            | 0     | -     | -             | -             | -                  | 18                 | 0     |       |
| 1.ª                             | 2017          | 3             | 0     | 2     | 0             | -             | -                  | 5                  | 0     |       |
| Total club                      | Total club    | 38            | 3     | 8     | 1             | 0             | 0                  | 46                 | 4     |       |
| Uniautónoma · Colombia          |               |               |       |       |               |               |                    |                    |       |       |
| 1.ª                             | 2015          | 19            | 5     | -     | -             | -             | -                  | 19                 | 5     |       |
| Total club                      | Total club    | 19            | 5     | 0     | 0             | 0             | 0                  | 19                 | 5     |       |
| Santa Fe · Colombia             |               |               |       |       |               |               |                    |                    |       |       |
| 1.ª                             | 2016          | 4             | 0     | -     | -             | 1             | 0                  | 5                  | 0     |       |
| Total club                      | Total club    | 4             | 0     | 0     | 0             | 1             | 0                  | 5                  | 0     |       |
| Jaguares de Córdoba · Colombia  |               |               |       |       |               |               |                    |                    |       |       |
| 1.ª                             | 2017          | 20            | 7     | -     | -             | -             | -                  | 20                 | 7     |       |
| 1.ª                             | 2018          | 33            | 3     | 2     | 0             | 2             | 2                  | 37                 | 5     |       |
| 1.ª                             | 2019          | 37            | 7     | 2     | 1             | -             | -                  | 31                 | 8     |       |
| 1.ª                             | 2021          | 36            | 9     | 2     | 1             | -             | -                  | 38                 | 10    |       |
| 1.ª                             | 2022          | 26            | 8     | 3     | 0             | -             | -                  | 29                 | 8     |       |
| 1.ª                             | 2023          | 19            | 5     | 3     | 0             | -             | -                  | 22                 | 5     |       |
| 1.ª                             | 2024          | 22            | 1     | 2     | 1             | -             | -                  | 24                 | 2     |       |
| Total club                      | Total club    | 184           | 40    | 14    | 3             | 2             | 2                  | 192                | 45    |       |
| Once Caldas · Colombia          | 1.ª           | 2020          | 21    | 1     | 2             | 0             | -                  | -                  | 23    | 1     |
| Once Caldas · Colombia          | Total club    | Total club    | 21    | 1     | 2             | 0             | 0                  | 0                  | 23    | 1     |
| Junior · Colombia               |               |               |       |       |               |               |                    |                    |       |       |
| 1.ª                             | 2023          | 7             | 0     | 2     | 1             | -             | -                  | 9                  | 1     |       |
| Total club                      | Total club    | 7             | 0     | 2     | 1             | 0             | 0                  | 9                  | 1     |       |
| Total carrera                   | Total carrera | Total carrera | 310   | 54    | 30            | 9             | 3                  | 2                  | 345   | 65    |

## Palmarés
| Título              | Equipo                 | País     | Año     |
| ------------------- | ---------------------- | -------- | ------- |
| Categoría Primera A | Junior de Barranquilla | Colombia | 2023-II |